# Eria valida
Eria valida är en orkidéart som beskrevs av John Lindley. Eria valida ingår i släktet Eria och familjen orkidéer. Inga underarter finns listade i Catalogue of Life.